# Copacabana (stad)
Copacabana is de grootste stad aan het Titicacameer in Bolivia, van waaruit boten vertrekken naar Isla del Sol, het voor Inca's heilige eiland.
De naam is afkomstig uit het Aymara kota kahuana, wat betekent meerzicht.

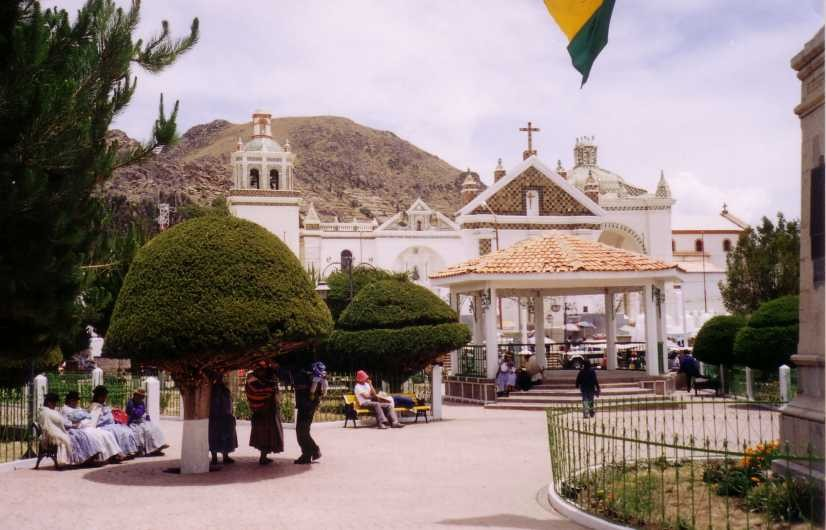
De Basiliek van Copacabana

De stad is een belangrijke toeristische bestemming in Bolivia en heeft ongeveer 6000 inwoners. De stad is ook bekend om zijn basiliek.